# Bonnya
Bonnya (németül: Punnia) egy község Somogy vármegyében, a Tabi járásban.

## Fekvése
Bonnya a Külső-Somogy keleti részén fekszik, kétutcás zsáktelepülés, határában a Koppány-patak csordogál.
Közigazgatási területén és Bonnyapuszta községrészén áthalad a Kaposvár-Szántód közti 6505-ös út, de a település központja csak öt számjegyű mellékutakon érhető el: ehhez Fiad felé kell letérni a 65 114-es útra, majd 2,7 kilométer után délnek kanyarodni, a 65 136-os úton.
Bonnya közelében halad el a MÁV 35-ös számú Kaposvár–Siófok-vasútvonala, melynek egy megállási pontja is van a falutól nem messze északra, bár Bonnya megállóhely közigazgatásilag már Kisbárapáti területére esik; közúti megközelítését a 65 114-es útból északnak kiágazó 65 317-es út teszi lehetővé.

## Története
1229-ben kerül először említésre Villa Budana néven a székesfehérvári káptalan birtokaként. 1480-ban vásáros helység lesz. 1563-ban a fehérvári prépost birtoka (az akkori adólajstrom alapján). 1733-tól a Hunyady-család birtokába került, akik az 1900-as évek elején a eladták a birtokokat a helyi gazdáknak. 1780-tól svábok is költöznek a településre. Csoportjuk az 1910-es népszámlás idején a lakosság mintegy kétharmadát tette ki (935 főből 325 magyar, 609 német, 1 tót). Ugyanekkor a falu felekezeti megoszlása: 300 római katolikus, 291 református, 336 evangélikus, 8 izraelita. E nemzetiségi megoszlás tükröződik az evangélikus-református, közös használatú templom mellett álló táblán, amely a II. világháború áldozatainak nevét sorolja fel. 1947-ben a kitelepítések eredményeképpen 231 helybélit telepítettek ki Németországba (helyükre felvidéki magyar deportáltak kerültek).
1949-1966 között általános iskola is működött Bonnyán. Az 1990-es évektől megindult az idegenforgalom és sok külföldi is házat vásárolt a településen.

## Közélete

### Polgármesterei
- 1990–1994: Mercz Konrád (független)[3]
- 1994–1998: Mercz Konrád (független)[4]
- 1998–2002: Märcz Konrád (független)[5]
- 2002–2006: Märcz Konrád (független)[6]
- 2006–2010: Märcz Konrád (független)[7]
- 2010–2011: Pácserné Komjáty Zita Ágnes (Fidesz-KDNP)[8]
- 2012–2014: Märcz Konrád (független)[9]
- 2014–2019: Króthné Gelencsér Ildikó (független)[10]
- 2019–2024: Króthné Gelencsér Ildikó (független)[11]
- 2024– : Króthné Gelencsér Ildikó (független)[1]

A településen 2012. január 22-én időközi polgármester-választást (és képviselő-testületi választást) tartottak, az előző képviselő-testület önfeloszlatása miatt. A választáson a hivatalban lévő polgármester is elindult, de három jelölt közül csak a második helyet érte el.

## Népesség
A település népességének változása:
| Lakosok száma | 251  | 255  | 250  | 211  | 212  | 222  | 221  |
|               | 2013 | 2014 | 2015 | 2021 | 2022 | 2023 | 2024 |

A 2011-es népszámlálás során a lakosok 97,3%-a magyarnak, 11,7% cigánynak, 14,4% németnek mondta magát (0,8% nem nyilatkozott; a kettős identitások miatt a végösszeg nagyobb lehet 100%-nál). A vallási megoszlás a következő volt: római katolikus 58,4%, református 6,6%, evangélikus 15,6%, görögkatolikus 0,4%, felekezet nélküli 13,2% (5,4% nem nyilatkozott).
2022-ben a lakosság 82,5%-a vallotta magát magyarnak, 14,6% németnek, 0,5% cigánynak, 0,5% bolgárnak, 0,9% egyéb, nem hazai nemzetiségűnek (16% nem nyilatkozott; a kettős identitások miatt a végösszeg nagyobb lehet 100%-nál). Vallásuk szerint 32,5% volt római katolikus, 12,7% evangélikus, 3,8% református, 0,9% egyéb katolikus, 10,4% felekezeten kívüli (39,6% nem válaszolt).